# Jan Westerbeek
Jan Westerbeek (Zwolle, 19 januari 1929 – aldaar, 7 augustus 2017) was een Nederlands betaald voetballer die van 1948 tot 1962 onder contract stond bij PEC. Hij speelde als aanvaller. Na zijn carrière als voetballer werkte hij als hoofdtrainer bij CSV '28. In 1952 werd hij tevens tafeltenniskampioen van Zwolle.

## Carrièrestatistieken
| Seizoen         | Club            | Land            | Competitie      | Competitie | Competitie | Beker | Beker | Internationaal | Internationaal | Overig | Overig | Totaal | Totaal |
| Seizoen         | Club            | Land            | Competitie      | Wed.       | Dlp.       | Wed.  | Dlp.  | Wed.           | Dlp.           | Wed.   | Dlp.   | Wed.   | Dlp.   |
| --------------- | --------------- | --------------- | --------------- | ---------- | ---------- | ----- | ----- | -------------- | -------------- | ------ | ------ | ------ | ------ |
| 1948/49         | PEC             | Nederland       | Tweede klasse   | –          | –          | –     | –     | –              | –              | –      | –      | –      | –      |
| 1949/50         | PEC             | Nederland       | Tweede klasse   | –          | –          | –     | –     | –              | –              | –      | –      | –      | –      |
| 1950/51         | PEC             | Nederland       | Tweede klasse   | –          | –          | –     | –     | –              | –              | –      | –      | –      | –      |
| 1951/52         | PEC             | Nederland       | Tweede klasse   | –          | –          | –     | –     | –              | –              | –      | –      | –      | –      |
| 1952/53         | PEC             | Nederland       | Tweede klasse   | –          | –          | –     | –     | –              | –              | –      | –      | –      | –      |
| 1953/54         | PEC             | Nederland       | Tweede klasse   | –          | –          | –     | –     | –              | –              | –      | –      | –      | –      |
| 1954/55         | PEC             | Nederland       | Tweede klasse   | –          | –          | –     | –     | –              | –              | –      | –      | –      | –      |
| 1955/56         | PEC             | Nederland       | Eerste klasse   | –          | –          | –     | –     | –              | –              | –      | –      | –      | –      |
| 1956/57         | PEC             | Nederland       | Tweede divisie  | –          | 2          | 1     | 0     | –              | –              | –      | –      | –      | 2      |
| 1957/58         | PEC             | Nederland       | Tweede divisie  | –          | 1          | –     | 0     | –              | –              | –      | –      | –      | 1      |
| 1958/59         | PEC             | Nederland       | Tweede divisie  | –          | 1          | –     | 0     | –              | –              | –      | –      | –      | 1      |
| 1959/60         | PEC             | Nederland       | Tweede divisie  | –          | 2          | –     | –     | –              | –              | –      | –      | –      | 2      |
| 1960/61         | PEC             | Nederland       | Tweede divisie  | –          | 0          | –     | 0     | –              | –              | –      | –      | –      | 0      |
| 1961/62         | PEC             | Nederland       | Tweede divisie  | –          | 5          | –     | 0     | –              | –              | –      | –      | –      | 5      |
| Carrière totaal | Carrière totaal | Carrière totaal | Carrière totaal | –          | 11         | –     | 0     | –              | –              | –      | –      | –      | 11     |

## Erelijst

### MetPEC Zwolle
| Nationaal              |    |         |
| Kampioen Tweede Klasse | 1x | 1954/55 |